# Alex Molčan
Alex Molčan (født 1. december 1997 i Prešov, Slovakiet) er en professionel tennisspiller fra Slovakiet.